# Oprah's Bank Account
Oprah's Bank Account è un singolo dei rapper statunitensi Lil Yachty e DaBaby, pubblicato il 9 marzo 2020 come primo estratto dal quarto album in studio del primo Lil Boat 3.

## Descrizione
Originariamente previsto con la cantante statunitense Lizzo, il brano vede la partecipazione del rapper americano-canadese Drake.

## Video musicale
Il video musicale, diretto da Director X e girato a Toronto ed Atlanta, è stato reso disponibile il 9 marzo 2020 in concomitanza con l'uscita del singolo.

## Tracce
Testi e musiche di Miles Parks McCollum, Jonathan L Kirk, Earl Isaac Bynum e Aubrey Graham.
1. Oprah's Bank Account (feat. Drake) – 3:26

## Formazione
Musicisti
- Lil Yachty – voce
- DaBaby – voce
- Drake – voce aggiuntiva
- Earl on the Beat – programmazione

Produzione
- Earl on the Beat – produzione
- Princston "Perfect Harmany" – assistenza al missaggio
- Terry – assistenza al missaggio
- Colin Leonard – assistenza al mastering
- Thomas "Tillie" Mann – missaggio
- Gentuar Memishi – assistenza alla registrazione

## Successo commerciale
Con il suo ingresso al numero 89 nella Billboard Hot 100, Drake ha infranto il record per il maggior numero di entrate in tale classifica, superando così il cast della serie televisiva Glee che ne possiede 207.

## Classifiche
| Classifica (2020) | Posizione massima |
| ----------------- | ----------------- |
| Canada            | 38                |
| Grecia            | 64                |
| Portogallo        | 156               |
| Regno Unito       | 54                |
| Stati Uniti       | 55                |
| Svizzera          | 88                |